# Geschichte des Großen Vaterländischen Krieges der Sowjetunion
Die Geschichte des Großen Vaterländischen Krieges der Sowjetunion (russisch История Великой Отечественной войны Советского Союза 1941—1945) ist ein in der Sowjetunion entstandenes historiographisches Standardwerk über den Deutsch-Sowjetischen Krieg von 1941 bis 1945.

## Allgemein
Am 17. September 1957 hatte das Zentralkomitee der KPdSU den Auftrag erteilt und eine große Projektgruppe aus Archivaren, Historikern und Parteifunktionären eingerichtet. Die insgesamt sechs Bände erschienen von 1960 bis 1965. In der Sowjetunion wurden sie – zusammen mit der zwölfbändigen „Geschichte des Zweiten Weltkrieges“ – zur Grundlage für die Ausbildung von Historikern und Geschichtslehrern, die wiederum als Multiplikatoren ihrer Inhalte dienten.
Die sechs Bände wurden in der DDR ins Deutsche übertragen und erschienen dort von 1962 bis 1968 im Militärverlag Berlin. Die deutschen Redakteure nahmen dabei inhaltliche Änderungen vor und verschleierten dies, indem sie als Textvorlage eine fiktive, gar nicht erschienene russische Auflage angaben. Konflikte zwischen Ost-Berlin und Moskau über die inhaltlichen Abweichungen führten im Oktober 1962 zu der Festlegung, dass Streitfragen über Inhalte in Moskau geklärt werden sollten.
Auch andere Ostblockstaaten wie Polen und die Tschechoslowakei übertrugen das Werk in den 1960er Jahren in die Landessprachen.

## Inhalt
Bei der Frage der Kriegsschuld betonte das Werk noch den imperialistischen Charakter des Krieges zwischen den Achsenmächten und den Westmächten und schrieb, dass beide imperialistischen Gruppierungen übereinander herfielen, während das 12-bändige Nachfolgewerk »Geschichte des Zweiten Weltkrieges 1939-1945« die Hauptschuld den Achsenmächten zuschob und den Westmächten vorwarf, die Aggressoren nicht in die Schranken gewiesen zu haben.
Das später etablierte Theorem der Gesetzmäßigkeit der Niederlage des deutschen Imperialismus wurde von dem Autorenkollektiv unter Leitung von  E.A. Boltin noch abgelehnt.